# Impatiens distracta
Impatiens distracta är en balsaminväxtart som beskrevs av Joseph Dalton Hooker. Impatiens distracta ingår i släktet balsaminer, och familjen balsaminväxter. Inga underarter finns listade i Catalogue of Life.